# Cyphopterum nublum
Cyphopterum nublum är en insektsart som beskrevs av Leise och Adolf Remane 1994. Cyphopterum nublum ingår i släktet Cyphopterum och familjen Flatidae. Inga underarter finns listade i Catalogue of Life.